# Sport extrem
Un sport extrem (de asemenea, numit sport liber, sport de acțiune și sport de aventură ) este un termen popular pentru anumite activități percepute ca având un nivel ridicat de periculozitate . Aceste activități implică de multe ori viteză mare, înălțime, un nivel ridicat de efort fizic și cascadorii extrem de specializate, unelte, chiar spectaculoase.
Definiția  de sport extrem nu este considerată exactă - căci, de exemplu, studiile arată că ciclismul rutier este pe locul I (întâi) între sporturi ca număr de accidentări ,  și totuși el nu este considerat un sport extrem. Termenul de origine este, de asemenea, neclar, dar a câștigat popularitate în anii 1990, atunci când a fost preluat de companiile de publicitate pentru a promova X Games.
În timp ce utilizarea termenului de "sport extrem" s-a răspândit în lung și-n lat pentru a descrie o multitudine de activități diferite, criteriile exacte de includere în categoria "sporturi extreme" rămân discutabile. Există totuși câteva caracteristici comune pentru sporturile extreme. Deși nu este domeniul exclusiv al tineretului, sporturile extreme tind să aibă ca și componentă demografică țintă, tinerii. De asemenea, sporturile extreme tind să fie mai solitare decât sporturilor tradiționale.(Rafting și paintball sunt o excepție notabilă, fiind printre puținele sporturi extreme jucate în echipe.

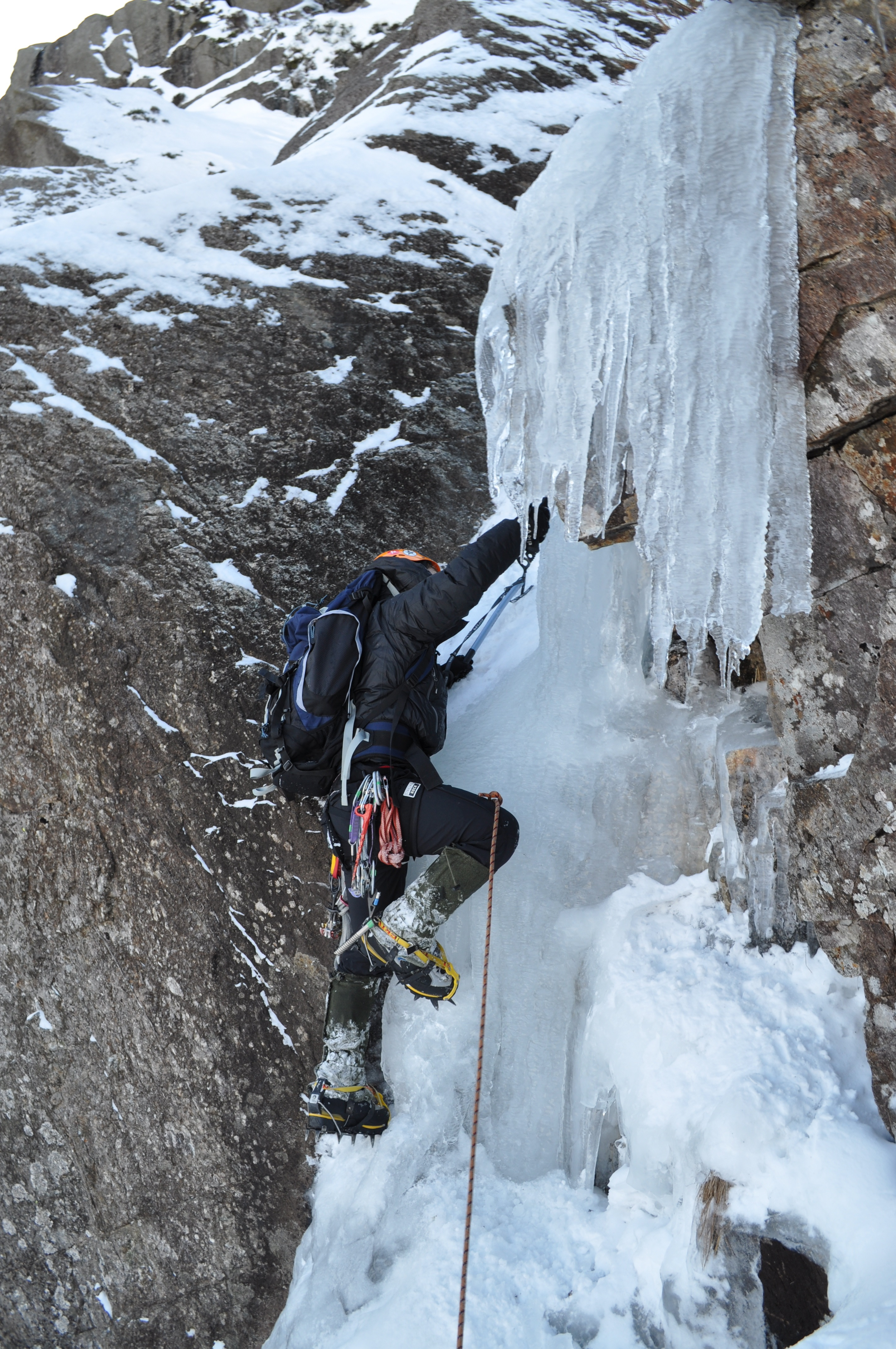
Cățărare pe gheață

Activitățile clasificate de către mass-media ca sporturi extreme diferă de sporturile tradiționale din cauza numărului mare de variabile incontrolabile. Sportivii concurează în aceste activități, nu numai față de alți sportivi, dar, de asemenea, împotriva obstacolelor și provocărilor legate de mediu. Aceste variabile de mediu sunt frecvent meteorologice sau legate de terenul aferent, inclusiv vânt, zăpadă, apă și munți. Deoarece aceste fenomene sau factori naturali nu pot fi controlați, pot afecta în mod inevitabil rezultatul anumitor activități sau evenimente.

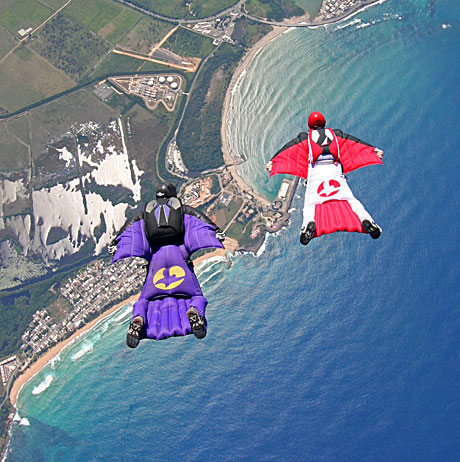
Plonjare liber

Într-un eveniment sportiv traditional, sportivii concurează unul împotriva celuilalt în circumstanțe controlate. Deși este posibil să se creeze un eveniment sportiv controlat, cum ar fi  X Games, sunt variabilele de mediu care nu pot fi menținute constante pentru toți sportivii. Exemplele includ schimbarea condițiilor de zăpadă pentru snowboarderi, calitatea stânciilor și a gheții pentru alpiniști, înălțimea  valurilor  pentru surferi.
În timp ce criteriile sportive tradiționale pot fi adoptate pentru evaluarea performanței (distanță, timp, scor, etc.), artiștii interpreți sau executanți de sporturi extreme sunt adesea evaluați pe criterii estetice subiective. Acest lucru duce la o tendință de a respinge metodele de jurizare unificate, diferite sporturi având propriile standarde de evaluare adaptate la evoluțiile de moment. 

## Istoric
Ideea de sport extrem datează din jurul anilor 1950 și, se pare, că  este (eronat) extrasă dintr-o frază a lu Ernest Hemingway.
 Fraza este: „Exista doar trei sporturi: luptele cu tauri, cursele cu motor, și alpinismul, toate celelalte sunt doar jocuri.”
Din care unii autori ca Barnaby Conrad ori Ken Purdy trag concluzia că „sport” este acela în care unul din competitori poate fi ucis, toate celelalte, fiind „jocuri”.
În ultimele decenii, termenul de sporturi extreme a fost promovat de către X Games (Jocurile X), un eveniment multi-sportiv creat si dezvoltat de către ESPN..
Primele Jocuri X (cunoscut sub numele de „Extreme Games”), au avut loc în Newport, Providence, Mount Snow, Vermont în Statele Unite în 1995. 

## Clasificare
În timp ce definiția exactă și sporturile incluse sunt discutabile, există, totuși, încercări de a se face clasificări ale sporturilor extreme. În 2004, Joe Tomlinson clasifica sporturile extreme în: cele care au loc în aer, cele care se desfășoară pe pământ și cele pe apă.

### Sporturi aeriene
Au fost identificate nouă sporturi aeriene: BASE jumping (săritură de la un punct fix), bungee jumping (săritură cu coarda elastică), gliding (planorism), hang gliding (deltaplanorism), high wire (mers pe sârmă), ski jumping (sărituri cu schiurile), sky diving (parașutism), sky surfing (surf aerian) și sky flying (zbor cu un costum special în formă de aripă).

### Sporturi terestre
Optsprezece sporturi terestre: indoor climbing (cățărări la interior), adventure racing (întereceri extreme), aggressive inline skating (patinaj extrem cu role), BMX (cros ciclist), caving (speologie), motocross, extreme skiing (schi extrem), freestyle skiing (schi liber), land and ice yachting (întreceri cu atelaje cu vele pe uscat sau pe ghiață),  mountain biking (ciclism montan), mountain boarding (întreceri montane cu o placă cu roți), outdoor climbing (alpinism - cățărări libere), sandboarding (întreceri cu placa pe dune de nisip), skateboarding (întreceri de măiestrie cu placa cu roți), snowboarding (întreceri de măiestrie cu placa pe zăpadă), snowmobiling (întreceri cu snowmobilul), speed biking (ciclism viteză), speed skiing (schi viteză), scootering (concursuri de măiestrie cu trotineta) și street luge (întreceri de viteză cu o placă cu roți pe care concurentul stă întins pe spate).

### Sporturi nautice
Cincisprezece sporturi acvatice sau nautice: barefoot water skiing (schi nautic cu picioarele goale),  cliff diving (sărituri în apă de pe stânci), free diving (scufundări libere competiționale), jet skiing (scuter acvatic), kitesurfing (întreceri cu placa trasă de un zmeu, open water swimming (înotul de fond în ape naturale), powerboat racing (curse cu bărci de viteză), rafting (coborârea pe râuri repezi de munte cu barca pneumatică), round the world yacht racing (întreceri de iaht, uneori în jurul lumii), scufundare în peșteri (scufundări în peșteri cu aparat autonom de respirat sub apă), scufundări sub gheață, speed sailing (întreceri de viteză cu ambarcațiuni cu pânze), surfing, wakeboarding (placă trasă de barcă cu motor), whitewater kayaking (Kaiac canoe în ape repezi), windsurfing (întreceri cu placa cu vele).

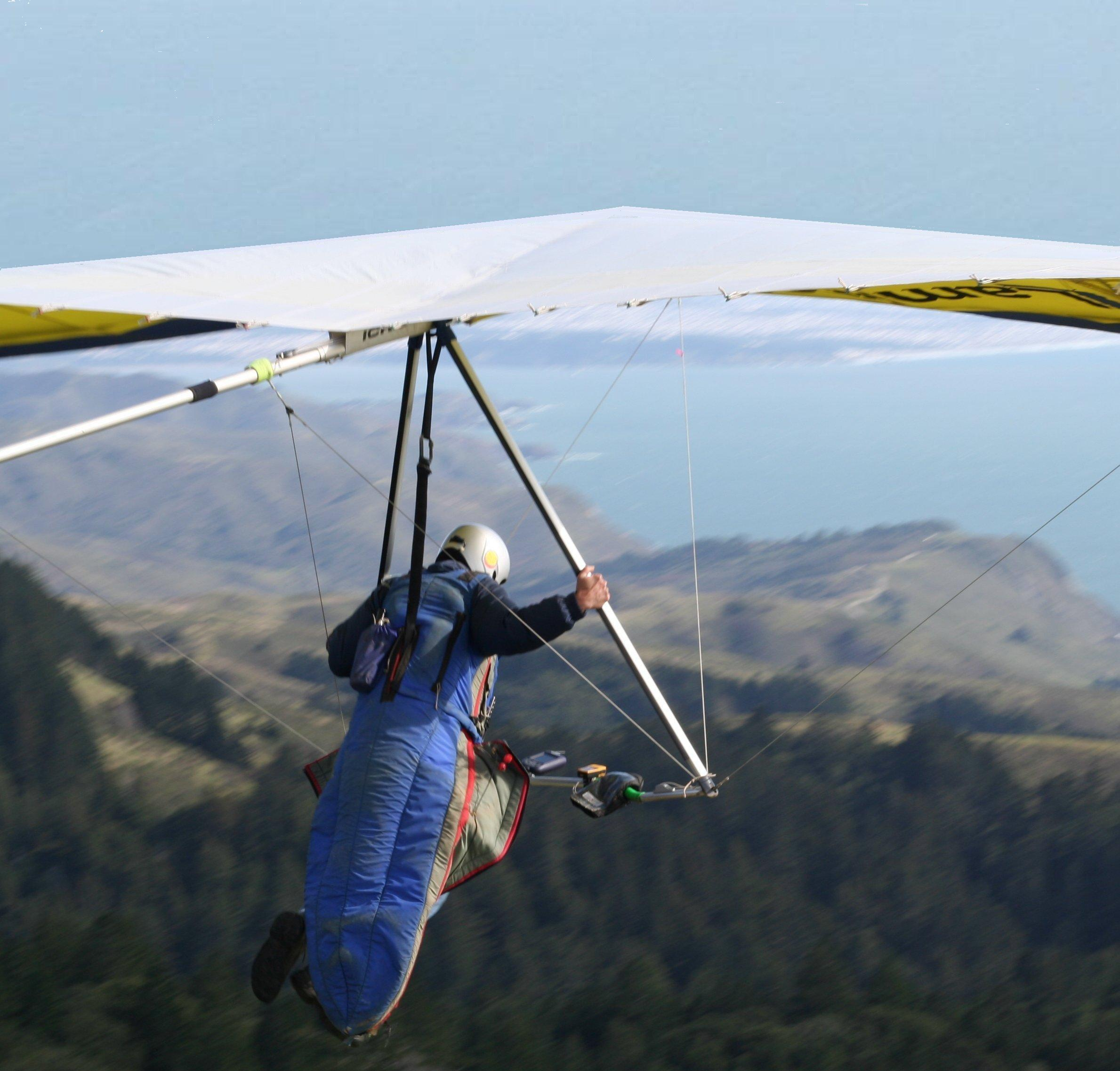
Deltaplanorism

### Sporturi extreme
- Alpinism — turismul sportiv asociat cu alpinismul.
- Bison-Track-Show — curse cu tractoare.
- BASE jumping — skydiving de pe obiecte fixe.
- Bocking — Un nou tip de sport, al cărui înțeles este în alergarea și săritura pe - jumper.
- Wakeboarding — wakeboarding cu trucuri.
- Windsurfing — slalom - curse pe pantele de navigație, în vânt, cu îndoire de semne; Freestyle - trucuri pe plachete pe apă netedă și/sau tăiate; speed - curse de mare viteză pe plachete speciale.
- Wingsuit — zbor într-un  costum-aripă special din pânză.
- BMX Racing — a face trucuri sau cross cu biciclete speciale.
- Schi alpin — coborâre din munți pe schiurile speciale.
- Scufundare — scufundări sub apă cu un aqualung.
- Zorbing — coborâre într-o sferă transparentă (zorba) dintr-un deal.
- Kitesurfing — mișcare pe suprafața apei sub influența forței de tracțiune dezvoltată și controlat de un atlet tras de un zmeu.
- Canyoning — depășind râuri canion fără ajutorul instalațiilor plutitoare.
- Longboarding — coborâre de-a lungul suprafeței de asfalt pe o placă lungă (pentru o călătorie mai rapidă și mai lină decât pe un skateboard).
- Ciclism montan — coborâre din munte pe o bicicletă specială.
- Parapantă — parapanta cu utilizarea energiei curenților de aer în ascensiune.
- Parașutism — salturi de parașută, acrobație, formațiuni și alte ...
- Poging — salturi și trucuri pe bastonul Pogo.
- Rafting — aliaj pe un tip special de barcă gonflabilă.
- Explorare urbană — urcând acoperișuri greu accesibile și periculoase și turnuri de clădiri înalte fără asigurare.
- Surfing — rulare pe val cu utilizarea de surfboards, sau aripioare scurte și mănuși speciale.
- Rock Climbing — alpinism pe un teren natural sau artificial.
- Skateboarding — trucuri cu skateboard.
- Snow-board — coboară din pantele acoperite de zăpadă și munții pe o cochilie de snowboard specială.
- Snowkiting — alunecare și efectuare a trucurilor pe capacul de zăpadă sau pe gheață folosind un zmeu ținut pe schiuri, snowboarding sau patinaj.
- Sandboarding — alunecare pe nisip pe un snowboard. Cel mai adesea se efectuează în carierele de nisip sau în deșert pe bârghani.
- Speologie — turismul sportiv asociat cu trecerea peșterilor.
- Motociclism — trucuri pe o motocicletă.
- Trial — sport legat de depășirea obstacolelor pe bicicletă, motocicletă sau camion.
- Rollerblading — patinaj cu role bazat pe trucuri.
- Parkour — arta deplasării și depășirii obstacolelor, de obicei în mediul urban.
- Patinaj artistic — efectuarea de trucuri pe un patinoar.
- Freerunning — o disciplină similară cu parkour, creată de Sebastian Foucault.

## Impact
Sporturile extreme au apărut ca o reacție a tinerei generații, mai rebele, la vechile sporturi îngrădite de reguli rigide, activități cu care nu se puteau identifica, astfel, sporturile extreme au dobândit o aură contra-culturală care respinge într-un număr tot mai mare valorile tradiționale.
Sportul extrem este asociat în general cu adrenalina cu toate că din punct de vedere medical nu adrenalina (care se eliberează ca răspuns la frică) este stimulentul chimic important, ci nivelul crescut de dopamină, endorfină și serotonină datorită efortului fizic crescut.

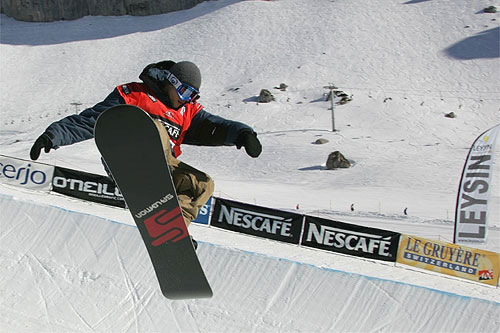
Snowboarding - sport extrem de iarnă

În jurul sporturilor extreme s-a creat în ultimii ani o adevărată industrie, generată de interesul publicului pentru astfel de evenimente.
Unii consideră că sporturile extreme se deosebesc de cele tradiționale nu atât prin nivelul de pericol sau prin adrenalina generată, cât prin interesul comercial și prin activitățile publicitare din jurul lor. Spre exemplu, rugby-ul este, de asemenea, periculos și dătător de adrenalină, dar nu este considerat un sport extrem datorită imagini sale tradiționale și pentru că nu implică viteză și intenția de a face cascadorii (criteriu estetic necesar în sporturile extreme) și nici nu există variabile de mediu pentru atleți. 
În timp imaginea sporturilor extreme s-a șlefuit sub presiunea intereselor comerciale, devenind tot mai mult un sport al tinerilor.
Interesele de consum ale tinerilor au fost înțelese de marile companii de marketing care asociază tinerii în căutarea limitelor capacităților fizice și curajului cu moda și muzica, astfel anumite mărci de echipamente pentru sportivi devenind foarte populare și în afara competițiilor.
Cu toate că sunt asociate cu noua generație unele sporturi au o vechime considerabilă, spre exemplu alpinismul făcut celebru de Edmund Hillary sau surfingul care este o veche activitate a aborigenilor din Hawaii. Snowboardingul a reusit să treacă la nivelul următor devenind sport olimpic la Olimpiada de Iarnă de la Salt Lake City din 2002.